# 阿莱克西斯 (诗人)
阿莱克西斯（英語：Alexis，前375年—前275年），古希腊诗人之一，图伊人，雅典喜剧诗人，一生中见证了中喜剧和新喜剧的发展。其喜剧约245部，后经罗马剧作家改编，在罗马时期仍广为人知。历史学家普鲁塔克曾对其有所记述。

## 扩展阅读
- Arnott, W. Geoffrey. Alexis: The Fragments. A Commentary. Cambridge: Cambridge University Press, 1996.
- 本条目包含来自公有领域出版物的文本: Chisholm, Hugh (编).  (第11版). London: Cambridge University Press. 1911.